# 福嶋晃子
福嶋 晃子（ふくしま あきこ、1973年6月29日 - ）は、日本の女子プロゴルファー。

## 人物
神奈川県横浜市港南区出身。父親は横浜大洋ホエールズ、広島東洋カープで活躍した捕手・福嶋久晃。妹はプロゴルファーの福嶋浩子。出身中学は横浜市立丸山台中学校。白鵬女子高等学校卒業。NEC所属。
長年にわたり、日本を代表する女子プロゴルファーの1人として活躍してきた。これまでに日本女子プロゴルフツアーで24勝を挙げ、アメリカツアーでも2度の優勝がある。
第2次世界大戦の終戦直後の時代に活躍した往年の日本プロゴルフの名選手、林由郎に師事している。
今治タオル工業組合の名誉タオルソムリエである。

## 来歴
10歳からゴルフを始める。アマチュア時代には、1988年の「関東ジュニアゴルフ選手権」を皮切りに28個のタイトルを獲得し、1992年の全米女子オープンで29位に入ったこともある。同年8月の女子プロゴルファーテストに合格。1994年の「ダイキンオーキッドレディスゴルフトーナメント」で女子ゴルフツアー公式戦に初優勝を飾る。1996年と1997年の2年連続で、日本女子プロゴルフツアーの賞金女王（賞金ランキング1位）に輝いた。
1998年には年間2勝を挙げたが、3年連続の賞金女王を逃した。その後、アメリカ女子ゴルフツアー（LPGA）の「クオリファイイング・スクール」（通称 Q-School, シード権獲得への出場資格試験）を5位で通過し、1999年からアメリカツアーに戦場を移した。この年に「フィリップス・インビテーショナル」と「AFLACチャンピオンズ」で米国女子ツアーに2勝を挙げる。
2002年3月にクラフト・ナビスコ選手権で5位入賞を果たし、女子メジャー大会の自己最高成績を出した。しばらく日米のツアーを掛け持ちで参戦していたが、2005年度は日本女子ツアーに絞った。10月の日本女子オープンゴルフでは人気者の宮里藍に注目が集まる中、福嶋は宮里との同組ラウンドで5打差の2位に入った。
2006年は安定したプレーが続き、9月のマンシングウェアレディース東海クラシックで2年ぶりの優勝を飾ると、10月には樋口久子IDC大塚家具レディスで優勝。深刻な腰痛に悩まされていたが、元広島カープのトレーナーの種田博人の治療により症状が改善。2007年、2008年と連続して年間2勝を挙げた。
しかし、2010年のCATレディースを最後に優勝から遠ざかる。2012年は賞金ランキング96位でシーズンを終え、シード権を喪失した。
2021年6月、国内女子レジェンズツアーのJLPGAレジェンズチャンピオンシップ CHOFUカップでシニアツアー初優勝を果たした。

## 優勝記録
太字は米国
- 1994年
  - ダイキンオーキッドレディスゴルフトーナメント
- 1995年
  - サタケジャパンクラシック・広島女子オープンゴルフ
  - ヤクルトレディースゴルフトーナメント
- 1996年
  - NEC軽井沢72ゴルフトーナメント
  - 富士通レディース
- 1997年
  - 三菱電機レディスゴルフトーナメント
  - ゴルフ5レディスプロゴルフトーナメント
  - 日本女子プロゴルフ選手権大会コニカ杯
  - 雪印レディース東海クラシック
  - 廣済堂レディスゴルフカップ
  - JLPGA明治乳業カップ
- 1998年
  - ゴルフ5レディスプロゴルフトーナメント
  - ミヤギテレビ杯ダンロップ女子オープンゴルフトーナメント
- 1999年
  - フィリップス・インビテーショナル
  - AFLACチャンピオンズ
- 2000年
  - 那須小川レディスプロゴルフトーナメント
- 2002年
  - NEC軽井沢72ゴルフトーナメント
- 2003年
  - NEC軽井沢72ゴルフトーナメント
- 2004年
  - シャトレーゼクイーンズカップ
- 2006年
  - マンシングウェアレディース東海クラシック
  - 樋口久子IDC大塚家具レディス
- 2007年
  - ベルーナレディースカップゴルフトーナメント
  - NEC軽井沢72ゴルフトーナメント
- 2008年
  - ワールドレディスチャンピオンシップ サロンパスカップ
  - スタンレーレディスゴルフトーナメント
- 2010年
  - CATレディースゴルフトーナメント
- 2021年
  - JLPGAレジェンズチャンピオンシップ CHOFUカップ